# Like Wow!
"Like Wow!" é uma canção da cantora estadunidense Leslie Carter, lançada pela DreamWorks Records, como o single de estreia da carreira de Carter em 13 de janeiro de 2001. Seu respectivo álbum de estreia de mesmo nome da canção, foi arquivado, tornando o single seu único lançamento oficial.
"Like Wow!" tornou-se trilha sonora do filme Shrek (2001), onde a canção também foi exibida nos créditos finais do filme, além disso, foi posteriormente apresentada no jogo da Nintendo GameCube, Donkey Konga (2004).

## Vídeo musical
O vídeo musical de "Like Wow!" foi dirigido por Gregory Dark, o mesmo raramente foi visto e não foi apresentando em nenhum lançamento, embora tenha sido exibido pelas emissoras Disney Channel e Nickelodeon. Suas cenas mostram Carter e seu interesse amoroso ao longo do vídeo, em cenas animadas com cores vivas. 
Em novembro de 2006, segundo a revista Stylus, Carter havia dito que nunca quis gravar seu primeiro álbum, mas foi pressionada por sua mãe a fazê-lo. A Stylus relata ainda que o custo de produção do vídeo musical de "Like Wow!" atingiu US$ 350.000 dólares.

## Faixas e formatos
CD Promocional dos Estados Unidos
1. "Like Wow!" (Radio Edit)

CD single dos Estados Unidos
1. "Like Wow!" (Radio Edit)
2. "True"

CD single da Austrália
1. "Like Wow!"
2. "Shy Guy"
3. "Too Much Too Soon"
4. "I Wanna Be Your Girl"

## Desempenho nas tabelas musicais
| Paradas (2001)                     | Melhor posição |
| ---------------------------------- | -------------- |
| Estados Unidos - Billboard Hot 100 | 99             |

## Histórico de lançamento
| Região         | Data                  | Formato               |
| -------------- | --------------------- | --------------------- |
| Estados Unidos | 13 de janeiro de 2001 | CD single promocional |
| Austrália      | 12 de junho de 2001   | CD Single             |